# Rob Walker Racing Team
Rob Walker Racing Team – były zespół Formuły 1 stworzony przez Brytyjczyka Roba Walkera, spadkobiercę koncernu Johnnie Walker. Był najbardziej utytułowanym, prywatnym zespołem swojego czasu i jest jedynym teamem w historii, który wygrał wyścig (GP Argentyny 1958) w samochodzie nie swojej produkcji. W historii zespół ukończył 124 wyścigi, w tym 9 razy wygrał (pierwszy raz Stirling Moss), 10 razy startował z pole position oraz osiągnął 9 najszybszych okrążeń.